# Santa Maria de Itabira
Santa Maria de Itabira é um município brasileiro no interior do estado de Minas Gerais, Região Sudeste do país. Localiza-se a leste da capital do estado, distando desta cerca de 130 km. Ocupa uma área de 597,441 km², sendo que 1,7 km² estão em perímetro urbano, e sua população foi estimada em 10 716 habitantes em 2024.
A sede tem uma temperatura média anual de 21,6 °C e na vegetação original do município predomina a Mata Atlântica. Com 60% da população vivendo na zona urbana, Santa Maria de Itabira contava, em 2009, com seis estabelecimentos de saúde. O seu Índice de Desenvolvimento Humano (IDH) é de 0,648, classificado como médio em relação à média nacional.
A área do atual município foi alcançada pela primeira vez pelo contexto da exploração aurífera em Minas Gerais. Após a decadência do ouro no estado, as plantações de café e algodão propiciaram a manutenção econômica da localidade, transformada em distrito subordinado a Itabira em 1871 e emancipada na década de 1940.
A agropecuária, o comércio e a prestação de serviços configuram-se como prevalecentes fontes empregadoras da população santamariense. A culinária, o artesanato e eventos festivos, tais como o Carnaval, a Cavalgada e as comemorações religiosas da Semana Santa e do dia de Nossa Senhora do Rosário, padroeira municipal, são algumas das principais manifestações culturais.

## História
A origem do atual município de Santa Maria de Itabira está ligada à época das explorações auríferas no estado de Minas Gerais, encontrando-se inclusive situada em meio ao fluxo da Estrada Real. Mesmo com o fim da extração do ouro, as plantações de café e algodão propiciaram a manutenção econômica da localidade, tanto para a subsistência interna quanto para o intercâmbio entre cidades vizinhas e mesmo outras regiões mineiras. A construção de uma pequena capela, erigida sob a invocação de Maria, mãe de Jesus, marca o estabelecimento do arraial, que teve seu primeiro cartório de paz instalado a 4 de maio de 1883. Dado o desenvolvimento, pela lei provincial nº 1.758, 1º de abril de 1871, é criado o distrito, subordinado a Itabira e com a denominação de Santa Maria, a partir da instalação da Paróquia Nossa Senhora do Rosário.
Em 1923, foram inaugurados o primeiro grupo escolar e o sistema de energia elétrica e pelo decreto-lei estadual nº 148, de 17 de dezembro de 1938, o distrito passou a denominar-se Santa Maria de Itabira, sendo emancipado pelo decreto-lei estadual nº 1058, de 31 de dezembro de 1943, englobando territórios desmembrados dos municípios de Conceição do Mato Dentro e Ferros, além de sua sede, pertencente até então a Itabira. À ocasião, passou a se compor pelos distritos de Itacuru (ex-povoado de Itambé), Itauninha (área desanexada de Ferros) e Passabém (área desconectada de Conceição do Mato Dentro). Pela lei nº 1.039, de 12 de dezembro de 1953, Itacuru passou a denominar-se Itambé do Mato Dentro, sendo este e Passabém emancipados pela lei estadual nº 2.764, de 30 de dezembro de 1962. Restam desde então o distrito de Itauninha e a sede municipal.
Em fevereiro de 2021, o município foi afetado por fortes chuvas que fizeram várias ruas da cidade ficarem alagadas pelas águas do ribeirão Jirau. Foram registrados deslizamentos de terra nos morros e encostas e algumas localidades ficaram isoladas. Além do fornecimento de água e energia elétrica interrompidos, pelo menos seis pessoas morreram e 160 ficaram desabrigadas.

## Geografia
A área do município, segundo o Instituto Brasileiro de Geografia e Estatística (IBGE), é de 597,441 km², sendo que 1,7684 km² constituem a zona urbana. Situa-se a 19º26'58" de latitude sul e 43°06'45" de longitude oeste e está a uma distância de 132 quilômetros a leste da capital mineira. Seus municípios limítrofes são Ferros e Passabém, a norte; Itambé do Mato Dentro, a noroeste; Itabira, a oeste; Nova Era, a sul; e Antônio Dias, a sul e leste.
De acordo com a divisão regional vigente desde 2017, instituída pelo IBGE, o município pertence às Regiões Geográficas Intermediária de Belo Horizonte e Imediata de Itabira. Até então, com a vigência das divisões em microrregiões e mesorregiões, fazia parte da microrregião de Itabira, que por sua vez estava incluída na mesorregião Metropolitana de Belo Horizonte.

### Relevo, hidrografia e meio ambiente
O relevo do município de Santa Maria de Itabira é predominantemente ondulado. Aproximadamente 90% do território santamariense é coberto por mares de morros e áreas onduladas, enquanto que os 10% são terrenos montanhosos. A altitude máxima encontra-se na Serra da Trindade, que chega aos 1 190 metros, enquanto que a altitude mínima está na foz do córrego do Peão, com 645 metros. A vegetação original corresponde ao domínio da Mata Atlântica, cujas reservas remanescentes ocupavam 9 808 hectares em 2011, ou 16,4% da área total municipal. Há considerável presença do reflorestamento com eucalipto para abastecer a usina da Cenibra, situada no município de Belo Oriente.
Os principais cursos hídricos que passam por Santa Maria de Itabira são o rio Tanque e o ribeirão Jirau, que fazem parte da bacia do rio Doce e estão inseridos na sub-bacia do rio Santo Antônio. O rio Tanque possui um considerável potencial hidrelétrico, comportando no município pequenas centrais hidrelétricas (PCHs). Por vezes, na estação das chuvas, os mananciais que cortam o município sofrem com a elevação de seus níveis, provocando enchentes em suas margens. A cidade foi uma das afetadas pelas enchentes de 1979, e em 2009 e 2021 fortes chuvas provocaram novamente grandes inundações nas proximidades dos rios.

### Clima
| Maiores acumulados de chuva em 24 horas registrados em Santa Maria de Itabira por meses | Maiores acumulados de chuva em 24 horas registrados em Santa Maria de Itabira por meses | Maiores acumulados de chuva em 24 horas registrados em Santa Maria de Itabira por meses | Maiores acumulados de chuva em 24 horas registrados em Santa Maria de Itabira por meses | Maiores acumulados de chuva em 24 horas registrados em Santa Maria de Itabira por meses | Maiores acumulados de chuva em 24 horas registrados em Santa Maria de Itabira por meses |
| Mês                                                                                     | Acumulado                                                                               | Data                                                                                    | Mês                                                                                     | Acumulado                                                                               | Data                                                                                    |
| --------------------------------------------------------------------------------------- | --------------------------------------------------------------------------------------- | --------------------------------------------------------------------------------------- | --------------------------------------------------------------------------------------- | --------------------------------------------------------------------------------------- | --------------------------------------------------------------------------------------- |
| Janeiro                                                                                 | 156,8 mm                                                                                | 02/01/2022                                                                              | Julho                                                                                   | 36,2 mm                                                                                 | 20/07/1964                                                                              |
| Fevereiro                                                                               | 145,6 mm                                                                                | 21/02/2021                                                                              | Agosto                                                                                  | 40,4 mm                                                                                 | 22/08/2015                                                                              |
| Março                                                                                   | 110,4 mm                                                                                | 01/03/1997                                                                              | Setembro                                                                                | 46,6 mm                                                                                 | 26/09/2002                                                                              |
| Abril                                                                                   | 91 mm                                                                                   | 07/04/1970                                                                              | Outubro                                                                                 | 74,4 mm                                                                                 | 14/10/1955                                                                              |
| Maio                                                                                    | 90,2 mm                                                                                 | 02/05/1990                                                                              | Novembro                                                                                | 160,7 mm                                                                                | 20/11/2001                                                                              |
| Junho                                                                                   | 67,3 mm                                                                                 | 11/06/1989                                                                              | Dezembro                                                                                | 114 mm                                                                                  | 15/12/1942                                                                              |
| Fonte: Agência Nacional de Águas e Saneamento Básico (ANA).                             |                                                                                         |                                                                                         |                                                                                         |                                                                                         |                                                                                         |

O clima santamariense é caracterizado, segundo o IBGE, como tropical sub-quente semiúmido (tipo Aw segundo Köppen), tendo temperatura média anual de 21,6 °C com invernos secos e amenos e verões chuvosos e com temperaturas elevadas. O mês mais quente, fevereiro, tem temperatura média de 23,8 °C, sendo a média máxima de 29 °C e a mínima de 18,7 °C. E o mês mais frio, julho, de 18,3 °C, sendo 24,8 °C e 11,9 °C as médias máxima e mínima, respectivamente. Outono e primavera são estações de transição.
A precipitação média anual é de 1 426,3 mm, sendo julho o mês mais seco, quando ocorrem apenas 8,1 mm. Em dezembro, o mês mais chuvoso, a média fica em 330,2 mm. Nos últimos anos, entretanto, os dias quentes e secos durante o inverno têm sido cada vez mais frequentes, não raro ultrapassando a marca dos 30 °C, especialmente entre julho e setembro. Em junho e agosto de 2014, por exemplo, a precipitação de chuva na cidade não passou dos 0 mm. Durante a época das secas e em longos veranicos em pleno período chuvoso também são comuns registros de queimadas em morros e matagais, principalmente na zona rural da cidade, o que contribui com o desmatamento e com o lançamento de poluentes na atmosfera, prejudicando ainda a qualidade do ar.
De acordo com a Companhia de Pesquisa de Recursos Minerais (CPRM), entre 1950 e 2022 o maior acumulado de chuva registrado em 24 horas em Santa Maria de Itabira foi de 160,7 mm em 20 de novembro de 2001. Outros grandes acumulados (completando os cinco maiores) foram 156,8 mm em 2 de janeiro de 2022, 153,2 mm em 25 de janeiro de 2020, 145,6 mm em 21 de fevereiro de 2021 e 121 mm em 18 de novembro de 1968. Segundo o Instituto Nacional de Pesquisas Espaciais (INPE), o município é o 223º colocado no ranking de ocorrências de descargas elétricas no estado de Minas Gerais, com uma média anual de 5,5246 raios por quilômetro quadrado.
| Dados climatológicos para Santa Maria de Itabira | Dados climatológicos para Santa Maria de Itabira | Dados climatológicos para Santa Maria de Itabira | Dados climatológicos para Santa Maria de Itabira | Dados climatológicos para Santa Maria de Itabira | Dados climatológicos para Santa Maria de Itabira | Dados climatológicos para Santa Maria de Itabira | Dados climatológicos para Santa Maria de Itabira | Dados climatológicos para Santa Maria de Itabira | Dados climatológicos para Santa Maria de Itabira | Dados climatológicos para Santa Maria de Itabira | Dados climatológicos para Santa Maria de Itabira | Dados climatológicos para Santa Maria de Itabira | Dados climatológicos para Santa Maria de Itabira |
| Mês                                              | Jan                                              | Fev                                              | Mar                                              | Abr                                              | Mai                                              | Jun                                              | Jul                                              | Ago                                              | Set                                              | Out                                              | Nov                                              | Dez                                              | Ano                                              |
| ------------------------------------------------ | ------------------------------------------------ | ------------------------------------------------ | ------------------------------------------------ | ------------------------------------------------ | ------------------------------------------------ | ------------------------------------------------ | ------------------------------------------------ | ------------------------------------------------ | ------------------------------------------------ | ------------------------------------------------ | ------------------------------------------------ | ------------------------------------------------ | ------------------------------------------------ |
| Temperatura máxima média (°C)                    | 28,8                                             | 29                                               | 29                                               | 27,7                                             | 26,2                                             | 25,2                                             | 24,8                                             | 26,4                                             | 27,1                                             | 27,8                                             | 27,8                                             | 27,8                                             | 27,3                                             |
| Temperatura mínima média (°C)                    | 18,4                                             | 18,7                                             | 18,4                                             | 16,9                                             | 14,5                                             | 12,5                                             | 11,9                                             | 12,7                                             | 15                                               | 17                                               | 18                                               | 18,2                                             | 16                                               |
| Precipitação (mm)                                | 226,7                                            | 176,9                                            | 166                                              | 90                                               | 28,9                                             | 14,7                                             | 8,1                                              | 11,8                                             | 45,7                                             | 111,6                                            | 215,7                                            | 330,2                                            | 1 426,3                                          |
| Fonte: Somar Meteorologia                        |                                                  |                                                  |                                                  |                                                  |                                                  |                                                  |                                                  |                                                  |                                                  |                                                  |                                                  |                                                  |                                                  |

## Demografia
Em 2022, a população foi estimada em 10 485 habitantes pelo censo daquele ano, realizado pelo Instituto Brasileiro de Geografia e Estatística (IBGE). Em 2010, a população era de 10 552 habitantes. Segundo o censo de 2010, 5 236 habitantes eram homens e 5 316 habitantes mulheres. Ainda segundo o mesmo censo, 6 336 habitantes viviam na zona urbana e 4 216 na zona rural. Da população total, 2 649 habitantes (25,10%) tinham menos de 15 anos de idade, 6 882 habitantes (65,22%) tinham de 15 a 64 anos e 1 021 pessoas (9,68%) possuíam mais de 65 anos, sendo que a esperança de vida ao nascer era de 74,2 anos e a taxa de fecundidade total por mulher era de 1,7.
Em 2010, a população santamariense era composta por 2 551 brancos (24,18%), 2 631 negros (24,93%), 135 amarelos (1,28%) e 5 235 pardos (49,61%). Considerando-se a região de nascimento, 10 523 eram nascidos no Sudeste (99,72%), oito no Nordeste (0,07%) e cinco no Norte (0,05%). 10 487 habitantes eram naturais do estado de Minas Gerais (99,38%) e, desse total, 8 570 eram nascidos em Santa Maria de Itabira (81,22%). Entre os 65 naturais de outras unidades da federação, São Paulo era o estado com maior presença, com 36 pessoas (0,34%), seguido pela Bahia, com oito residentes (0,07%), e pelo Amazonas, com cinco habitantes residentes no município (0,05%).
O Índice de Desenvolvimento Humano Municipal (IDH-M) de Santa Maria de Itabira é considerado médio pelo Programa das Nações Unidas para o Desenvolvimento (PNUD), sendo que seu valor é de 0,648 (o 3156º maior do Brasil). A cidade possui a maioria dos indicadores próximos à média nacional segundo o PNUD. Considerando-se apenas o índice de educação o valor é de 0,533, o valor do índice de longevidade é de 0,821 e o de renda é de 0,648. De 2000 a 2010, a proporção de pessoas com renda domiciliar per capita de até meio salário mínimo reduziu em 53,1% e em 2010, 80,8% da população vivia acima da linha de pobreza, 13,3% encontrava-se na linha da pobreza e 5,9% estava abaixo e o coeficiente de Gini, que mede a desigualdade social, era de 0,457, sendo que 1,00 é o pior número e 0,00 é o melhor. A participação dos 20% da população mais rica da cidade no rendimento total municipal era de 49,8%, ou seja, 10,6 vezes superior à dos 20% mais pobres, que era de 3,3%.
De acordo com dados do censo de 2010 realizado pelo IBGE, a população de Santa Maria de Itabira está composta por: 9 275 católicos (87,90%), 1 159 evangélicos (10,98%), nove Testemunhas de Jeová (0,08%), sete espíritas (0,07%), cinco católicos ortodoxos (0,05%) e 97 pessoas sem religião (0,92%). A Paróquia Nossa Senhora do Rosário, subordinada à Diocese de Itabira-Fabriciano, está sediada na cidade e abrangia um total de 20 comunidades em 2011.

## Política e administração
A administração municipal se dá pelos Poderes Executivo e Legislativo. O Executivo é exercido pelo prefeito, auxiliado pelo seu gabinete de secretários. O atual prefeito é André Lucio Torres, do Partido Social Democrata (PSD), eleito nas eleições municipais de 2024 com mais de 60% dos votos válidos e empossado em 1º de janeiro de 2025, ao lado de Renata Duarte como vice-prefeita. O Poder Legislativo, por sua vez, é constituído pela câmara municipal, composta por nove vereadores. Cabe à casa elaborar e votar leis fundamentais à administração e ao Executivo, especialmente o orçamento participativo (Lei de Diretrizes Orçamentárias).
Em complementação ao processo Legislativo e ao trabalho das secretarias, existem também conselhos municipais em atividade, entre os quais dos direitos da criança e do adolescente e tutelar, criados em 1992. Santa Maria de Itabira se rege por sua lei orgânica e é termo da Comarca de Itabira, do Poder Judiciário estadual, de segunda entrância, juntamente com os municípios de Itambé do Mato Dentro e Passabém. O município possuía, em dezembro de 2016, 8 720 eleitores, de acordo com o Tribunal Superior Eleitoral (TSE), o que representa 0,056% do eleitorado mineiro.

## Economia
No Produto Interno Bruto (PIB) de Santa Maria de Itabira, destacam-se a agropecuária e a área de prestação de serviços, com significativa participação da mineração. De acordo com dados do IBGE, relativos a 2011, o PIB do município era de R$ 93 627 mil. 7 386 mil eram de impostos sobre produtos líquidos de subsídios a preços correntes e o PIB per capita era de R$ 8 859,44. Em 2010, 59,60% da população maior de 18 anos era economicamente ativa, enquanto que a taxa de desocupação era de 7,99%.
Salários juntamente com outras remunerações somavam 15 669 mil reais e o salário médio mensal de todo município era de 1,5 salários mínimos. Havia 294 unidades locais e 290 empresas atuantes. Segundo o IBGE, 77,13% das residências sobreviviam com menos de salário mínimo mensal por morador (2 212 domicílios), 15,83% sobreviviam com entre um e três salários mínimos para cada pessoa (454 domicílios), 2,16% recebiam entre três e cinco salários (62 domicílios), 1,36% tinham rendimento mensal acima de cinco salários mínimos (39 domicílios) e 3,52% não tinham rendimento (101 domicílios).
Setor primário
| Produção de cana-de-açúcar, milho e mandioca (2012) | Produção de cana-de-açúcar, milho e mandioca (2012) | Produção de cana-de-açúcar, milho e mandioca (2012) |
| --------------------------------------------------- | --------------------------------------------------- | --------------------------------------------------- |
| Produto                                             | Área colhida (hectares)                             | Produção (tonelada)                                 |
| Cana-de-açúcar                                      | 10                                                  | 800                                                 |
| Milho                                               | 174                                                 | 518                                                 |
| Mandioca                                            | 10                                                  | 90                                                  |

Em 2011, a pecuária e a agricultura acrescentavam 14 417 mil reais na economia de Santa Maria de Itabira, enquanto que em 2010, 24,17% da população economicamente ativa do município estava ocupada no setor. Segundo o IBGE, em 2012 o município possuía um rebanho de cinco asininos, 20 880 bovinos, 119 bubalinos, 1 412 equinos, 480 muares, 63 ovinos, 2 304 suínos e 50 126 aves, entre estas 33 128 galinhas e 16 998 galos, frangos e pintinhos. Neste mesmo ano, a cidade produziu 5 064 mil litros de leite de 4 384 vacas, 364 mil dúzias de ovos de galinha e 1 300 quilos de mel de abelha.
Na lavoura temporária, são produzidos principalmente a cana-de-açúcar (800 toneladas produzidas e dez hectares cultivados), o milho (518 toneladas e 174 hectares colhidos) e a mandioca (90 toneladas e dez hectares), além do feijão. Já na lavoura permanente, destacam-se a goiaba (34 toneladas produzidas e 2 hectares cultivados), o limão (24 toneladas e dois hectares) e o café (20 toneladas e 17 hectares), além da tangerina.
Setores secundário e terciário

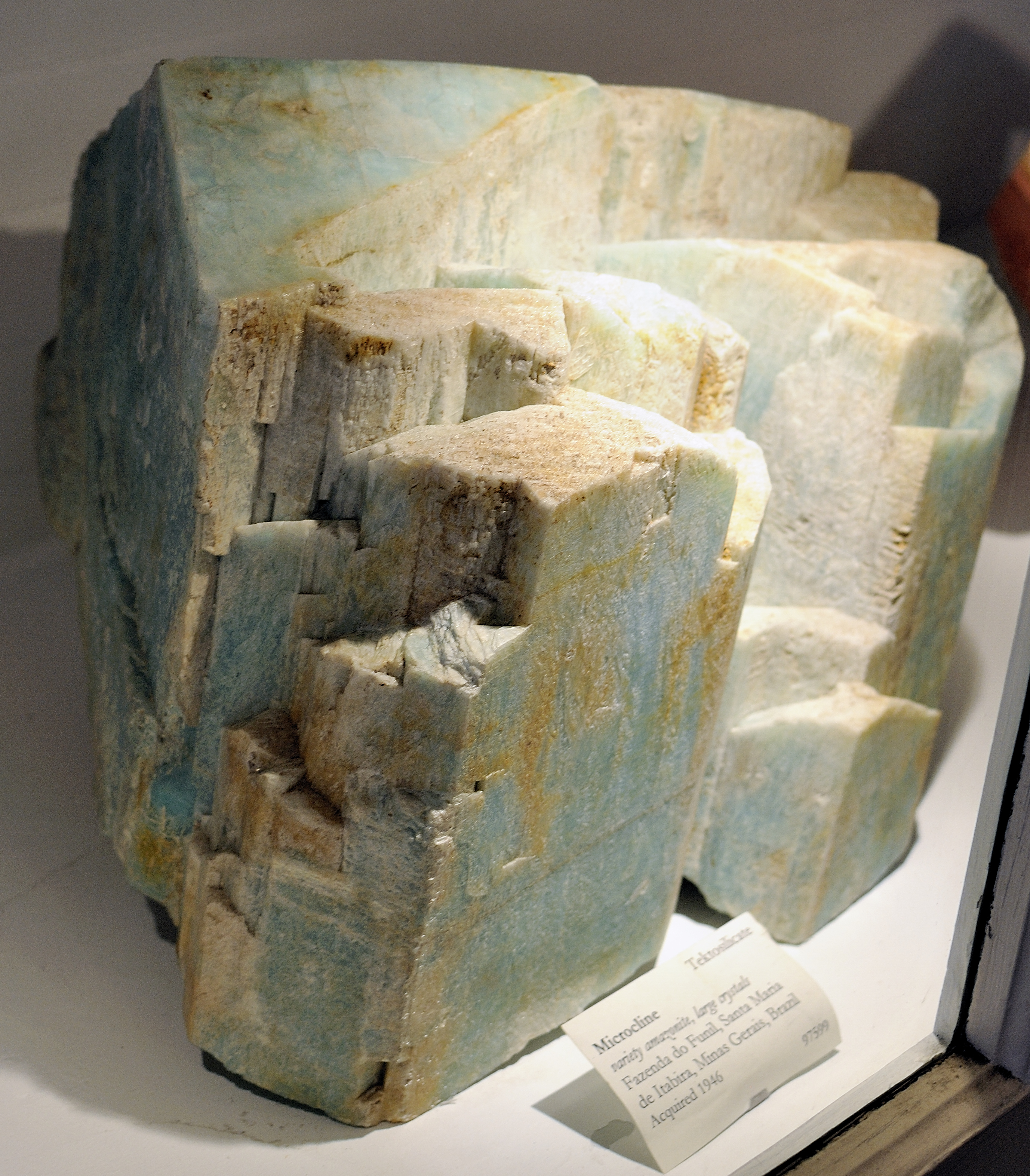
Microclina extraída na Fazenda do Funil, Santa Maria de Itabira, exposta no Museu de História Natural de Harvard.

A indústria, em 2011, era o setor menos relevante para a economia do município. 13 013 reais do PIB municipal eram do valor adicionado bruto do setor secundário. A produção industrial ainda é incipiente na cidade, mesmo que comece a dar sinais de aprimoramento, sendo resumida principalmente à produção de artefatos de madeira, à extração de eucalipto a fim de abastecer a usina de celulose da Cenibra, situada no município de Belo Oriente, no Vale do Aço, e à extração de minerais metálicos e não-metálicos. Em 2012, de acordo com o IBGE, foram extraídos 45 219 metros cúbicos de madeira em tora, sendo 99,6% do total destinado à produção papel e celulose, e segundo o Departamento Nacional de Produção Mineral (DNPM), as principais reservas minerais do município são de caulim, ferro e mica.
Segundo estatísticas do ano de 2010, 2,65% dos trabalhadores de Santa Maria de Itabira estavam ocupados no setor industrial extrativo e 5,19% na indústria de transformação. Neste mesmo ano, 6,89% da população ocupada estava empregada no setor de construção, 0,55% nos setores de utilidade pública, 12,18% no comércio e 37,04% no setor de serviços e em 2011, 58 810 reais do PIB municipal eram do valor adicionado bruto do setor terciário. A rede de supermercados Bretas tem suas origens no município, na década de 1950, onde a família Bretas trabalhava com a comercialização de café. Sua primeira loja fora da cidade foi aberta em Timóteo e ao começo da década de 2010 possuía representação em dezenas de cidades dos estados de Minas Gerais, Goiás e Bahia.

## Infraestrutura

### Habitação e criminalidade
No ano de 2010, a cidade tinha 2 868 domicílios particulares permanentes. Desse total, 2 761 eram casas, 90 eram apartamentos, 14 eram casas de vila ou em condomínios e três eram habitações em casa de cômodos ou cortiços. Do total de domicílios, 2 326 são imóveis próprios (2 308 já quitados e 18 em aquisição), 306 foram alugados, 228 foram cedidos (137 cedidos por empregador e 91 cedidos de outra forma) e oito foram ocupados sob outra condição. Parte dessas residências conta com água tratada, energia elétrica, esgoto, limpeza urbana, telefonia fixa e telefonia celular. 1 723 domicílios eram atendidos pela rede geral de abastecimento de água (60,07% do total) e em 619 residências (21,58% delas) a água consumida é extraída de poços ou nascentes.
Também em 2010, 2 804 domicílios (97,76% do total) possuíam banheiros para uso exclusivo das residências; 1 926 (67,15% deles) eram atendidos por algum tipo de serviço de coleta de lixo; e 2 821 (98,36%) possuíam abastecimento de energia elétrica. A criminalidade também ainda é um problema presente em Santa Maria de Itabira. Entre 2009 e 2012, foram registrados três homicídios (dois em 2009 e um em 2011) e seis óbitos por acidentes de trânsito (dois em 2010, três em 2011 e um em 2012). Durante o mesmo período, ocorreram dois suicídios (um em 2010 e um em 2012).

### Saúde e educação
Em 2009, o município possuía seis estabelecimentos de saúde entre hospitais, pronto-socorros, postos de saúde e serviços odontológicos, sendo cinco públicos municipais e um privado e todos eles integrantes do Sistema Único de Saúde (SUS), com um total de 23 leitos para internação (todos privados). Em 2012, 98,9% das crianças menores de 1 ano de idade estavam com a carteira de vacinação em dia. Em 2011, foram registrados 125 nascidos vivos, sendo que o índice de mortalidade infantil neste ano foi de 16 óbitos de crianças menores de cinco anos de idade a cada mil nascidos vivos. Em 2010, 2,98% das mulheres de 10 a 17 anos tiveram filhos (todas acima dos 14 anos), sendo a taxa de atividade em meninas entre 10 e 14 anos de 4,62%. Do total de crianças menores de dois anos pesadas pelo Programa Saúde da Família em 2012, 0,8% apresentava desnutrição.
Na área da educação, o Índice de Desenvolvimento da Educação Básica (IDEB) médio entre as escolas públicas de Santa Maria de Itabira era, no ano de 2011, de 4,9 (numa escala de avaliação que vai de nota 1 à 10), sendo que a nota obtida por alunos do 5º ano (antiga 4ª série) foi de 5,4 e do 9º ano (antiga 8ª série) foi de 4,4; o valor das escolas públicas de todo o Brasil era de 4,0. Em 2010, 1,67% das crianças com faixa etária entre seis e quatorze anos não estavam cursando o ensino fundamental. A taxa de conclusão, entre jovens de 15 a 17 anos, era de 39,6% e o percentual de alfabetização de jovens e adolescentes entre 15 e 24 anos era de 98,0%. Em 2013, a distorção idade-série entre alunos do ensino fundamental, ou seja, com com idade superior à recomendada, era de 7,5% para os anos iniciais e 29,5% nos anos finais e, no ensino médio, a defasagem chegava a 37,5%. Em 2010, dentre os habitantes de 18 anos ou mais, 31,53% tinham completado o ensino fundamental e 19,28% o ensino médio, sendo que a população tinha em média 8,16 anos esperados de estudo.
Em 2010, de acordo com dados da amostra do censo demográfico, da população total, 3 256 habitantes frequentavam creches e/ou escolas. Desse total, 30 frequentavam creches, 406 estavam no ensino pré-escolar, 339 na classe de alfabetização, 49 na alfabetização de jovens e adultos, 1 538 no ensino fundamental, 599 no ensino médio, 49 na educação de jovens e adultos do ensino fundamental, 43 na educação de jovens e adultos do ensino médio, 54 na especialização de nível superior, 130 em cursos superiores de graduação e cinco em mestrado. 7 296 pessoas não frequentavam unidades escolares, sendo que 1 282 nunca haviam frequentado e 6 014 haviam frequentado alguma vez. O município contava, em 2012, com 3 536 matrículas nas instituições de educação infantil e ensinos fundamental e médio da cidade e dentre as seis escolas que ofereciam ensino fundamental, quatro pertenciam à rede pública municipal e duas à rede estadual. As duas instituições que forneciam o ensino médio pertenciam à rede pública estadual.
| Ensino pré-escolar | 235   | 14 | 4 |
| Ensino fundamental | 1 765 | 84 | 6 |
| Ensino médio       | 536   | 46 | 2 |

### Comunicação e serviços básicos
O código de área (DDD) de Santa Maria de Itabira é 31 e o Código de Endereçamento Postal (CEP) é 35910-000. No dia 19 de janeiro de 2009, o município passou a ser servido pela portabilidade, juntamente com outros municípios com o mesmo DDD. A portabilidade é um serviço que possibilita a troca da operadora sem a necessidade de se trocar o número do aparelho.
Como veículos de comunicação oficial o município tem o portal de notícias Plantão Santamariense (plantaosantamariense.com.br) que é um portal de noticias online e jornal impresso com noticias do municipio e outras cidades do estado. A Rádio Oriente FM 103,1 é a emissora de rádio comercial do município operada pelo Sistema Santamariense de Comunicações Ltda devidamente licenciada pelo Ministério das Comunicações e Anatel. 
A responsável pelo serviço de abastecimento de energia elétrica no município é a Companhia Energética de Minas Gerais (Cemig). Segundo a empresa, em 2003 havia 2 878 consumidores e foram consumidos 5 807 188 KWh de energia. O serviço de abastecimento de água da cidade é feito pela Companhia de Saneamento de Minas Gerais (Copasa), enquanto que a coleta de esgoto é de responsabilidade da prefeitura, sendo que em 2008 havia 2 098 unidades consumidoras e eram distribuídos em média 1 000 m³ de água tratada por dia.

### Transportes
A frota municipal no ano de 2012 era de 2 991 veículos, sendo 1 442 automóveis, 118 caminhões, cinco caminhões-trator, 214 caminhonetes, 53 caminhonetas, 15 micro-ônibus, 1 022 motocicletas, 29 motonetas, 51 ônibus, dois tratores de rodas, cinco utilitários e 35 classificados como outros tipos de veículo. Santa Maria de Itabira possui acesso às rodovias federais BR-120, que começa em Arraial do Cabo, no Rio de Janeiro, passa por cidades mineiras como Viçosa e Itabira e termina em Araçuaí; e BR-381, que começa em São Mateus, no litoral do Espírito Santo, passa por Governador Valadares, pelo Vale do Aço, Região Metropolitana de Belo Horizonte e sul de Minas e termina na cidade de São Paulo; e às rodovias estaduais MG-129, que liga Itabira a Mariana; e BR-474, que conecta a região à BR-381.

## Cultura

### Instituições culturais
Santa Maria de Itabira conta com um conselho municipal de cultura e conselho municipal de preservação do patrimônio, sendo ambos paritários, de caráter consultivo, deliberativo, normativo e fiscalizador e criados em 2003. Também há legislações municipais de proteção aos patrimônios culturais material e imaterial, ministradas por uma secretaria municipal que atua órgão gestor da cultura no município. Dentre os espaços culturais, destaca-se a existência de uma biblioteca mantida pelo poder público municipal, teatros ou salas de espetáculos, centro cultural e estádios ou ginásios poliesportivos, segundo o IBGE em 2005 e 2012.
O Centro Cultural Professor Alberto Sampaio, mantido pela Secretaria Municipal de Cultura, Turismo e Desenvolvimento Econômico, oferece à população em geral aulas e oficinas de música, teatro e expressão corporal, além de apresentações espetáculos culturais. Também há existência de equipes artísticas de teatro, dança, desenho e pintura, grupos de capoeira, escolas de samba e blocos carnavalescos, de acordo com o IBGE em 2012. O artesanato também é uma das formas mais espontâneas da expressão cultural santamariense, sendo que, segundo o IBGE, as principais atividades artesanais desenvolvidas são o bordado, a renda e a manutenção da culinária típica.

### Atrativos e eventos
Dentre os principais eventos realizados regularmente em Santa Maria de Itabira, que configuram-se como importantes atrativos, destacam-se a Festa de São Sebastião, em janeiro; o Carnaval da cidade, organizado em fevereiro ou março, com desfiles dos blocos carnavalescos da cidade, e espetáculos musicais com bandas regionais, sendo um dos maiores de toda a região e atraindo milhares de pessoas de várias cidades da região em algumas edições; a Semana Santa, com missas, procissões e encenações em memória à Paixão e Ressurreição de Jesus organizadas pela Paróquia Nossa Senhora do Rosário; a cavalgada de Santa Maria de Itabira, com rodeios profissionais, desfiles dos cavaleiros, espetáculos musicais com bandas regionais ou nacionalmente conhecidas, concursos, exposições e outras atrações; as festas juninas, realizadas pelas escolas; a Festa de Nossa Senhora do Rosário, padroeira do município, entre setembro e outubro, juntamente às homenagens ao dia das crianças; e as festividades de final de ano.
Santa Maria de Itabira, juntamente com os municípios de Conceição do Mato Dentro, Dom Joaquim, Jaboticatubas, Nova União e Santana do Riacho, faz parte do Circuito Turístico Serra do Cipó, que foi criado em 2002 pela Secretaria de Estado de Turismo com o objetivo de estimular o turismo na região dessas cidades, que estão localizadas nas cercanias do Parque Nacional Serra do Cipó e se destacam em relação à presença de cachoeiras e reservas ambientais.